# Everything You Want (single van Vertical Horizon)
Everything You Want is een nummer van de Amerikaanse postgrungeband Vertical Horizon uit 2000. Het is de tweede single van hun gelijknamige derde studioalbum.
Het nummer, dat gaat over een onbeantwoorde liefde, werd een grote hit in Noord-Amerika. Het bereikte de nummer 1-positie in de Amerikaanse Billboard Hot 100. Hoewel het nummer in Nederland slechts de 14e positie in de Tipparade bereikte en in Vlaanderen zelfs helemaal geen hitlijsten, werd het toch een radiohit in het Nederlandse taalgebied.